# Саймон, Тарин
Тарин Саймон (англ. Taryn Simon; 1975, Нью-Йорк, США, живёт и работает в Лондоне и Нью-Йорке) — современный американский фотограф.

## Биография
Тарин Саймон родилась в Нью-Йорке в 1975 году, окончила Университет Брауна, получила стипендию Гуггенхайма. Является фотографом «New York Times». Её фотографии и тексты увидели свет во многих выпусках «New York Times Magazine», «New Yorker», CNN, BBC, «Frontline», NPR. Она выступала с лекциями в Йельском университете, Bard College, Колумбийском университете, Школе визуальных искусств, Школе дизайна Парсона.

## Творчество
Её серия The Innocents документирует случаи ошибочного осуждения в США и исследует роль фотографии в этом процессе. Это истории людей, которые сидели в тюрьме за насильственные преступления, которые они не совершали. Речь идет о вопросе роли фотографии в качестве надежного свидетеля и арбитра справедливости.
Nonfiction — серия портретов и документальных фотографий, сделанных в Сирии, Ливане, Палестине, Индонезии, Кубе, США.
Для проекта American Index of the Hidden and Unfamiliar (2007) Саймон берет на себя двойную роль проницательного информатора и собирателя раритетов. Она исследует культуру путём тщательной документации разных объектов из областей науки, власти, медицины, развлечения, природы, безопасности и религии. Посредством текста и изображения работа подчеркивает сложные отношения между фотографией и контекстом. Визуальное определяется эстетически и затем переосмысливается при помощи текста. Её композиции, снятые широкоформатной камерой, варьируются от радиоактивных отходов до чёрного медведя в спячке.

## «Черный квадрат XVII» в России
21 мая 2015 года специально для Музея современного искусства «Гараж» Тарин Саймон сделала «первое в истории произведение искусства из радиоактивного материала». Объект был назван «Черный квадрат XVII». Сам «квадрат» хранится в железобетонном контейнере в бетонном хранилище на территории завода «Радон» около г. Сергиев Посад.
Своё место в музее «Черный квадрат» сможет занять, примерно, в 3015 году, когда его радиоактивные свойства снизятся до безопасных значений. О существовании «квадрата» в музее напоминает только его описание и пустая ниша в стене.
Проект приурочен к столетнему юбилею «Черного квадрата» Казимира Малевича и является частью одноимённой серии произведений, над которой Тарин Саймон начала работать в 2006 году. Для создания каждого из своих «Черных квадратов» художница собирает объекты, документы и персонажей на чёрном поле того же размера, что и супрематическая картина Малевича.
«Черный квадрат XVII» можно посмотреть ежедневно, билет покупать для этого не требуется. Как он выглядит: (Черный квадрат XVII. Тарин Саймон на YouTube)